# Radošovce, Skalica
Radošovce este o comună slovacă, aflată în districtul Skalica din regiunea Trnava. Localitatea se află la altitudinea de 224 m deasupra n.m., se întinde pe o suprafață de 26,6 km2 și în 2017 număra 1.763 de locuitori.

## Istoric
Localitatea Radošovce este atestată documentar din 1473.

## Demografie
| An:                | 1994 | 2004   | 2014   | 2024   |
| ------------------ | ---- | ------ | ------ | ------ |
| Număr de persoane: | 1781 | 1812   | 1790   | 1733   |
| Diferență:         |      | +1,74% | −1,21% | −3,18% |

| An:                | 2023 | 2024   |
| ------------------ | ---- | ------ |
| Număr de persoane: | 1737 | 1733   |
| Diferență:         |      | −0,23% |